# Giusto Catania
Giusto Catania (ur. 10 czerwca 1971 w Palermo) – włoski polityk komunistyczny, eurodeputowany w latach 2004–2009.

## Życiorys
W 1996 ukończył studia z zakresu literatury na Uniwersytecie w Palermo. Rozpoczął pracę naukową na tej uczelni, w 2004 otworzył przewód doktorski.
Zaangażował się w działalność Odrodzenia Komunistycznego (PRC). Był regionalnym sekretarzem organizacji młodzieżowej na Sycylii, a także sekretarzem partii w prowincji Palermo. W 2001 został regionalnym sekretarzem PRC na Sycylii. Pod koniec lat 90. był radnym miejskim w Palermo, krótko zasiadał we władzach miejskich.
W 2004 został wybrany do Parlamentu Europejskiego z listy komunistów. Zasiadał w grupie Zjednoczonej Lewicy Europejskiej i Nordyckiej Zielonej Lewicy. Brał udział w pracach Komisji Wolności Obywatelskich, Sprawiedliwości i Spraw Wewnętrznych (od 2007 jako jej wiceprzewodniczący). W 2009 bez powodzenia ubiegał się o reelekcję z koalicyjnej Listy Antykapitalistycznej.